# 奥林匹克号
奧林匹克號（英語：RMS Olympic），是一艘冠以皇家邮政船的远洋班轮，也是白星航運公司旗下的3艘奥林匹克级远洋班轮之一，鐵達尼號及不列顛號的姊妹船，在其服役時間曾是全世界最大的海上船舶，1908年12月16日於貝爾法斯特哈蘭德與沃爾夫造船廠建造，是人類航海技術的代表作，該船艙追求舒適和奢華的最高水準，設有健身房、游泳池、接待室、高檔餐廳和豪華客艙，同时在第一次世界大戰時擔任運兵船時撞沉了德國潛艇U-103號，成為世界上唯一一艘击毀潜艇的远洋班轮。
儘管在生涯後期進行了重大改造，但奧林匹克號依然努力與其他全的新競爭對象競爭。當1934年白星和冠達合併後，奧林匹克號於1935年停止服務，最終這艘傳奇班轮於1937年拆除完畢，船上的部分裝備至今仍能在英國各地的博物館及旅館中找到。

## 历史

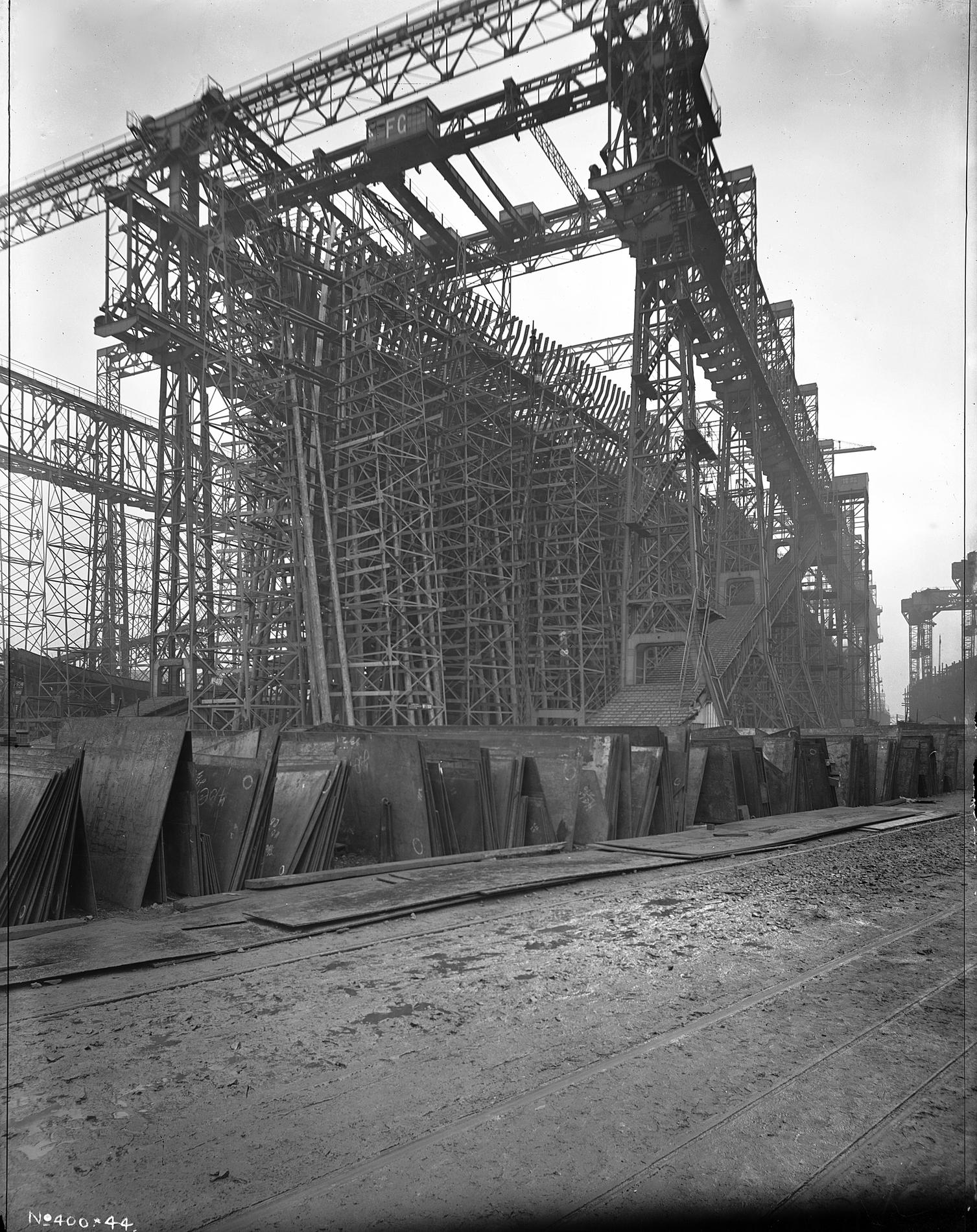
1910年，建造中的奧林匹克號

20世紀初，美國歷史上著名富翁之一約翰·皮爾龐特·摩根想出壟斷橫渡大西洋航線的念頭，並成立國際商業海洋公司，由此購買感興趣的班轮公司，並於1901年買下了雷蘭航運（Leyland Line），1902年買下了白星航運公司。白星航运的竞争对手丘纳德航运因此向英國政府尋求援助。面對英國班轮船隊走向低谷和隨之而來喪失的國家聲望，英國國會感到這對大英帝國是嚴重的恥辱，於是決定捍衛丘纳德航运。1903年6月，英國政府丘纳德航运簽定為期20年的合同和260萬英鎊的貸款，每年向其公司提供15萬英鎊的支援，並鼓勵丘纳德航运建造量艘當時世界上最大的远洋班轮。作為回報，這些艦艇將按照海軍部的規格建造，以便在戰時用作輔助巡洋艦，最終在1907年，冠達推出两艘新型快速班轮卢西塔尼亚号和毛里塔尼亚号，投入跨大西洋航线。
為了抗衡冠達航運，國際商業海洋公司在紐約與德國兩大對手簽署了「德國—摩根合作協議」。1907年，約翰·皮爾龐特·摩根與白星航運董事長布魯斯·伊斯梅商討對策，最終決定建造3艘全新的大型远洋班轮來超越競爭對手。布魯斯·伊斯梅喜歡在規模上而不是在速度上與對手競爭，決定打造一種全新規模的內部裝潢，要比以往任何時候都更宏偉，並使公司成為舒適和奢華的代名詞。白星航運尋求升級船隊，主要是提升船隻的尺寸，並將旗下服役最久的一對客船——1889年的條頓人號和1890年的至尊號退役淘汰，分別由全新的奧林匹克號和鐵達尼號取代。
這些新船是由大不列顛及愛爾蘭聯合王國貝爾法斯特哈蘭德與沃爾夫造船廠建造的，白星航運自從1867年就與這家工廠建立長期的關係，授權獨家設計並建造旗下所有船隻。在設計船舶方面，白星航運給予哈蘭德與沃爾夫造船廠很大的自由度，通常由白星航運勾勒出一個總體概念，再交由造船廠完成船舶設計。成本因素在討論過程中佔的比重相對較低，而且白星航運授權該廠無上限的造船經費，最終再加上5%的利潤。以奧林匹克號來說，設計及建造成本為300萬英鎊（幣值相當於2015年的2.5億英鎊），這筆經費加上「合約額外費用」和5%利潤後，即是造船廠的酬勞。設計、建造以及出廠後的航運資金，皆由美國母公司國際商業海洋公司提供，其中奥林匹克号則作為该级的首舰。

## 建造和整備

### 施工，下水，裝修

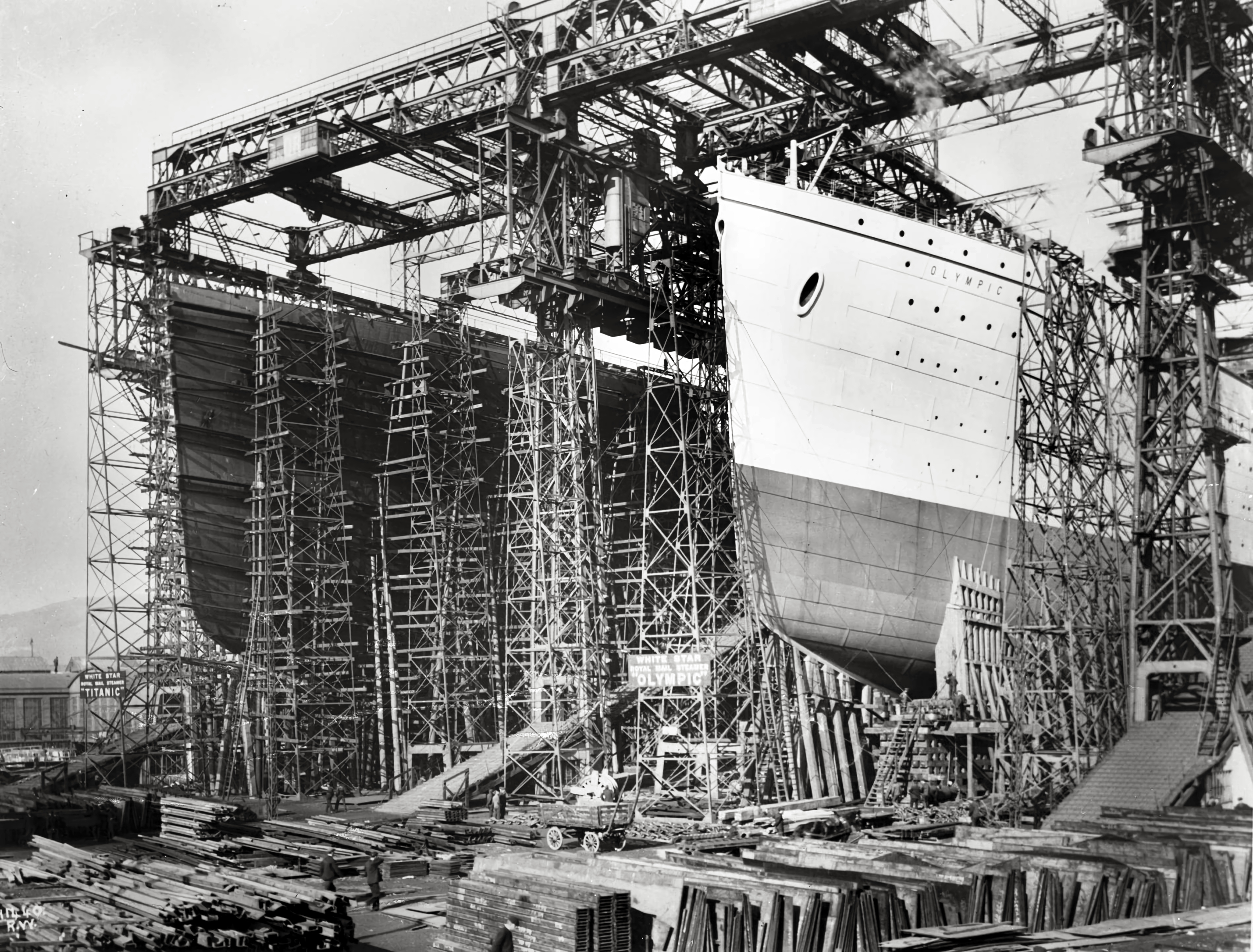
1910年，建造中的奧林匹克號（右）與鐵達尼號（左）

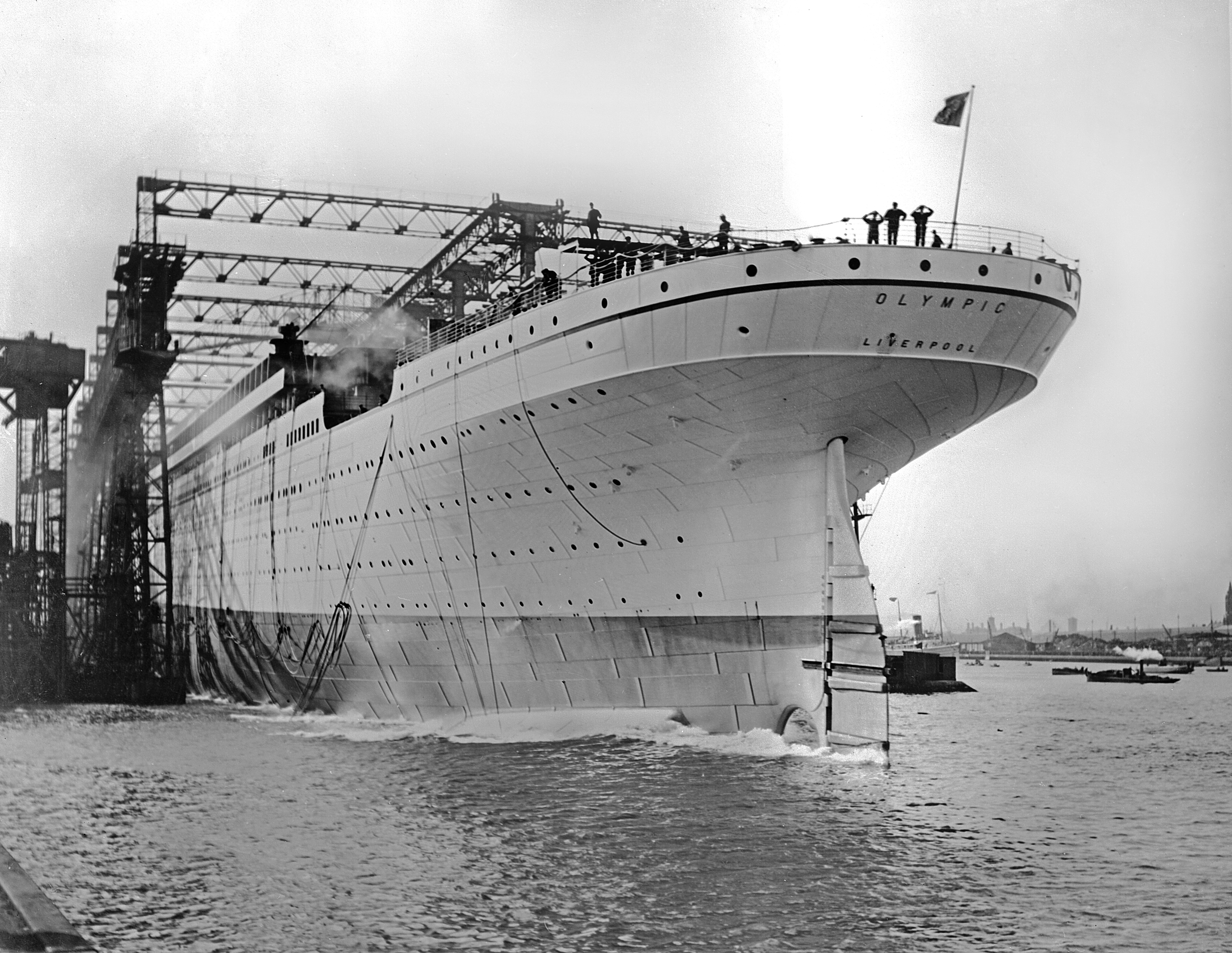
1910年10月20日，下水的奧林匹克號

1908年7月29日，哈蘭德與沃爾夫造船廠向布魯斯·伊斯梅和其他白星航運公司的高級主管們提交了工程圖。布魯斯·伊斯梅批准設計，並在兩天後簽署了三份協議書，授權開工建造。由於奧林匹克號和鐵達尼號空前的巨大規模，對建造商哈蘭德與沃爾夫造船廠構成重大的工程挑戰；在此之前，沒有任何造船商曾試圖建造這種尺寸的船隻。鐵達尼號和其姊妹艦都是在女王島（Queen's Island）建造的，現在被稱為貝爾法斯特港的鐵達尼區。哈蘭德與沃爾夫造船廠不得不拆除三座原有的船台，擴大作業基地，來建造這兩艘當時規模最大的新船。他們委託威廉·阿羅爾爵士公司先建造兩座巨大的龍門起重機來實現施工條件；這家蘇格蘭建築公司曾負責興建福斯橋和倫敦塔橋。新的龍門起重機長260公尺、寬82公尺、高69公尺，重達6,096公噸，它容納了許多移動式起重機。此外，造船廠還從德國運來1臺能夠抬升200噸重量的獨立浮吊式起重機。
奧林匹克號和鐵達尼號的建造幾乎是並行的：不過奧林匹克號比鐵達尼號號提前三個月開始建造，以緩解造船廠的壓力，1908年12月16日，奧林匹克號鋪設龍骨的工程开工。兩艘船需要大約26個月的時間才能完工，並遵循相同的施工流程。它們的設計基本上是一個巨大的浮動箱形梁，龍骨和船體的框架形成骨幹。在船的底部，深1.6公尺的雙層底板支撐著300個框架，每個框架之間的距離分別為61公分和91公分，總測量長度約為20公尺。結構延伸至B層甲板，並用鋼板覆蓋，這些鋼板形成了船體外殼。此時這兩艘船還沒有名字，暫時以哈蘭德與沃爾夫造船廠建造的船體序號來稱呼。奧林匹克號簡稱為「400號」，因為它是該廠建造的第400艘船；鐵達尼號一開始也簡稱為「401號」。
1910年10月20日上午11點，在皮爾里勋爵、愛爾蘭總督和兩岸群眾的歡呼聲中，奧林匹克號的船體進行下水儀式，緩緩滑下船台。隨後拖曳至乾燥的裝修停泊處，繼續安裝發動機、鍋爐、煙囪、船錨、繫泊樁、吊艇架、桅杆等設備，並修建上層建築，進行裝設電力系統、供水系統、暖氣系統及照明、衛浴、家具、壁畫、彩繪玻璃、浮雕鑲板、各式配件等內部裝潢工程。

### 試航
完工後，奧林匹克號於1911年5月29日開始了海上試航，藉此進行远洋班轮的機動性、指南針和無線電報的測試。隨後於1911年5月31日離開貝爾法斯特，前往註冊港利物浦。作為宣傳噱頭，白星航運公司安排其第一次航行的開始時間，以配合鐵達尼號的下水典禮。在利物浦待了一天后，奧林匹克號於6月3日航行並停靠在南安普敦的深水碼頭向公眾開放，該碼頭也被稱為「白星碼頭」，是專門停泊新建造的奧林匹克級班轮，它的到來也激起了船員和居民的熱情。.

## 尺寸和佈局

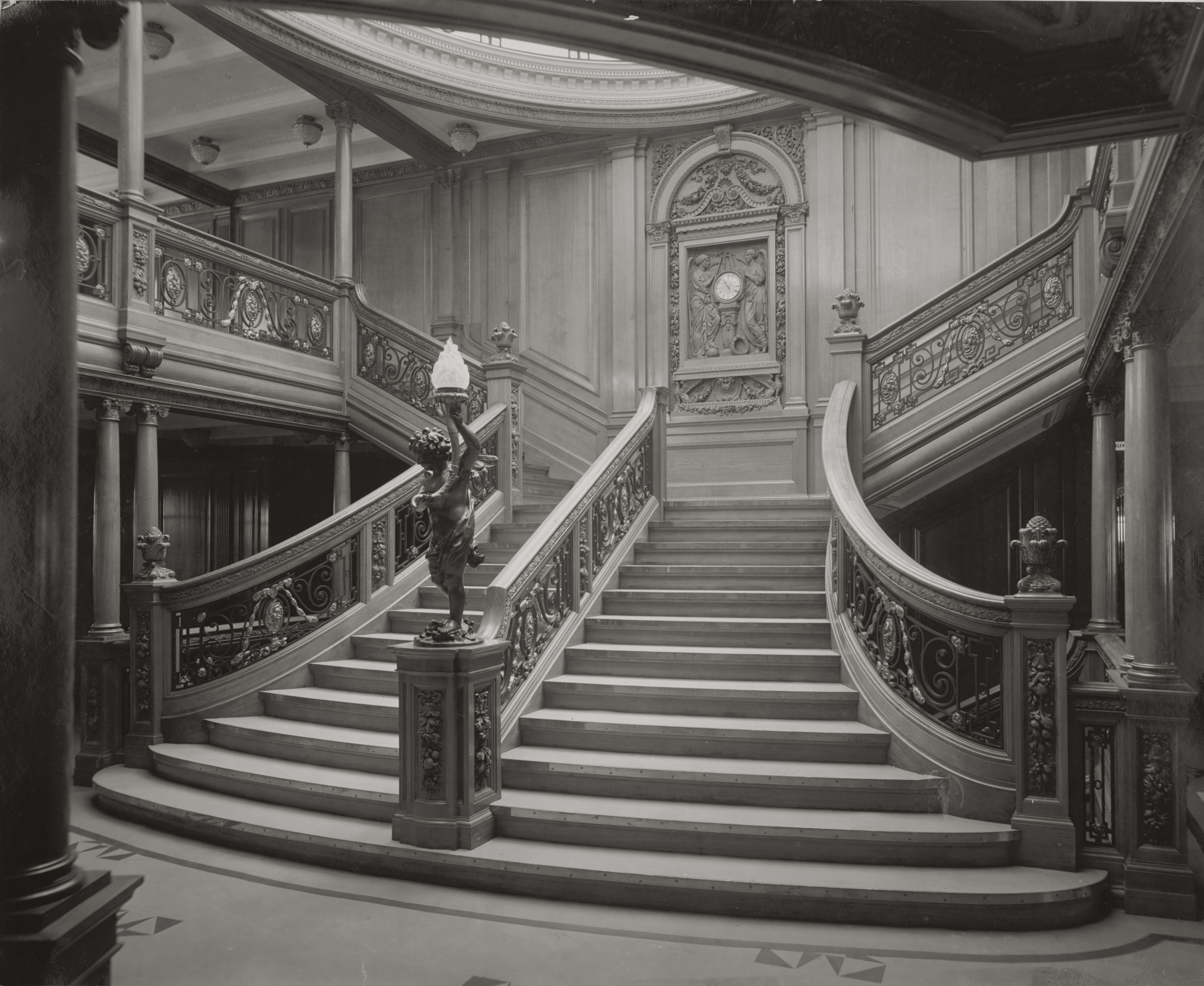
奧林匹克號上的主樓梯，和鐵達尼號近乎相同。
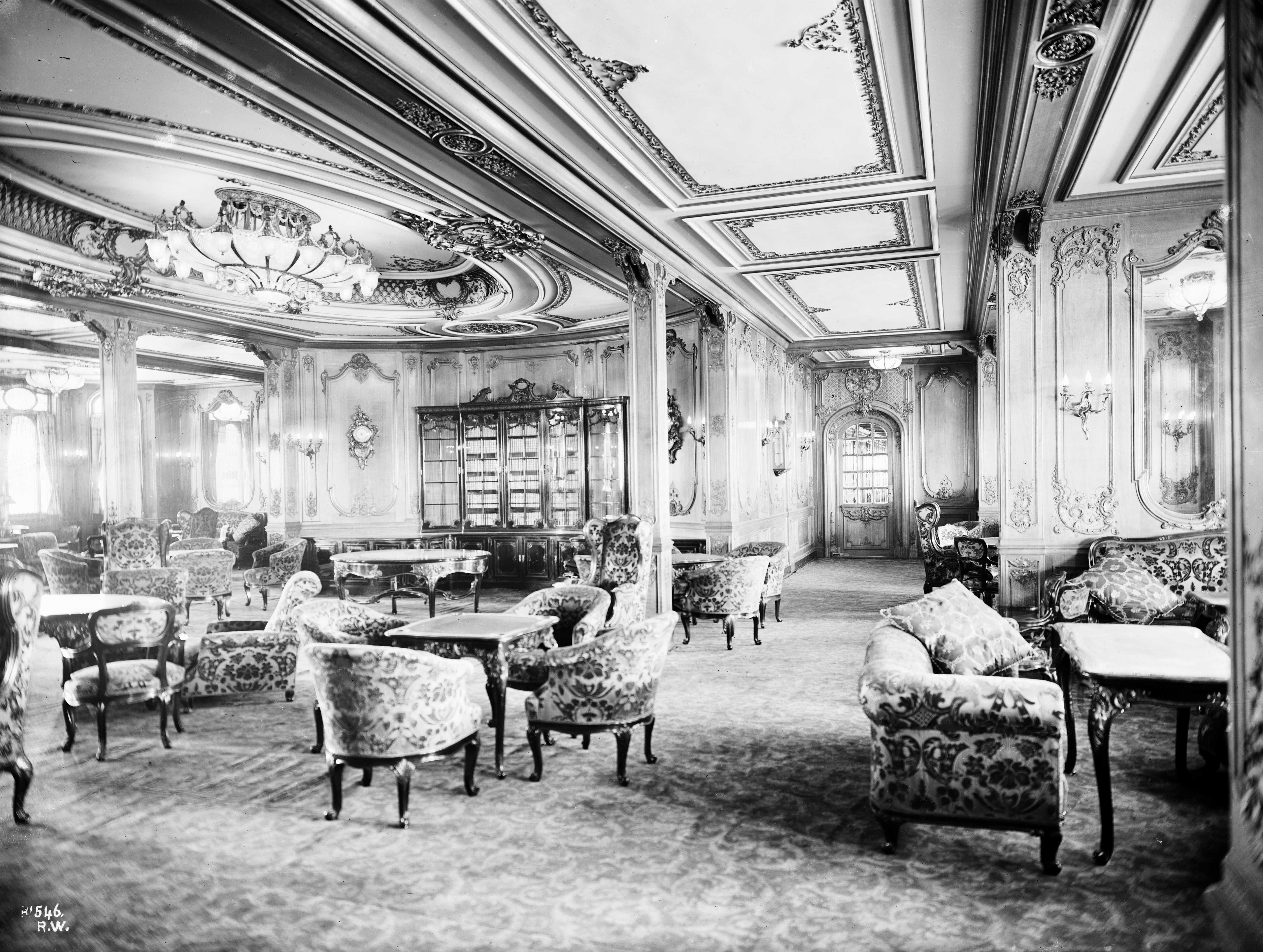
以凡爾賽宮為靈感的路易十四風格裝飾的頭等艙休息室，是人們聚會、便餐、交談和放鬆的舒適場所。
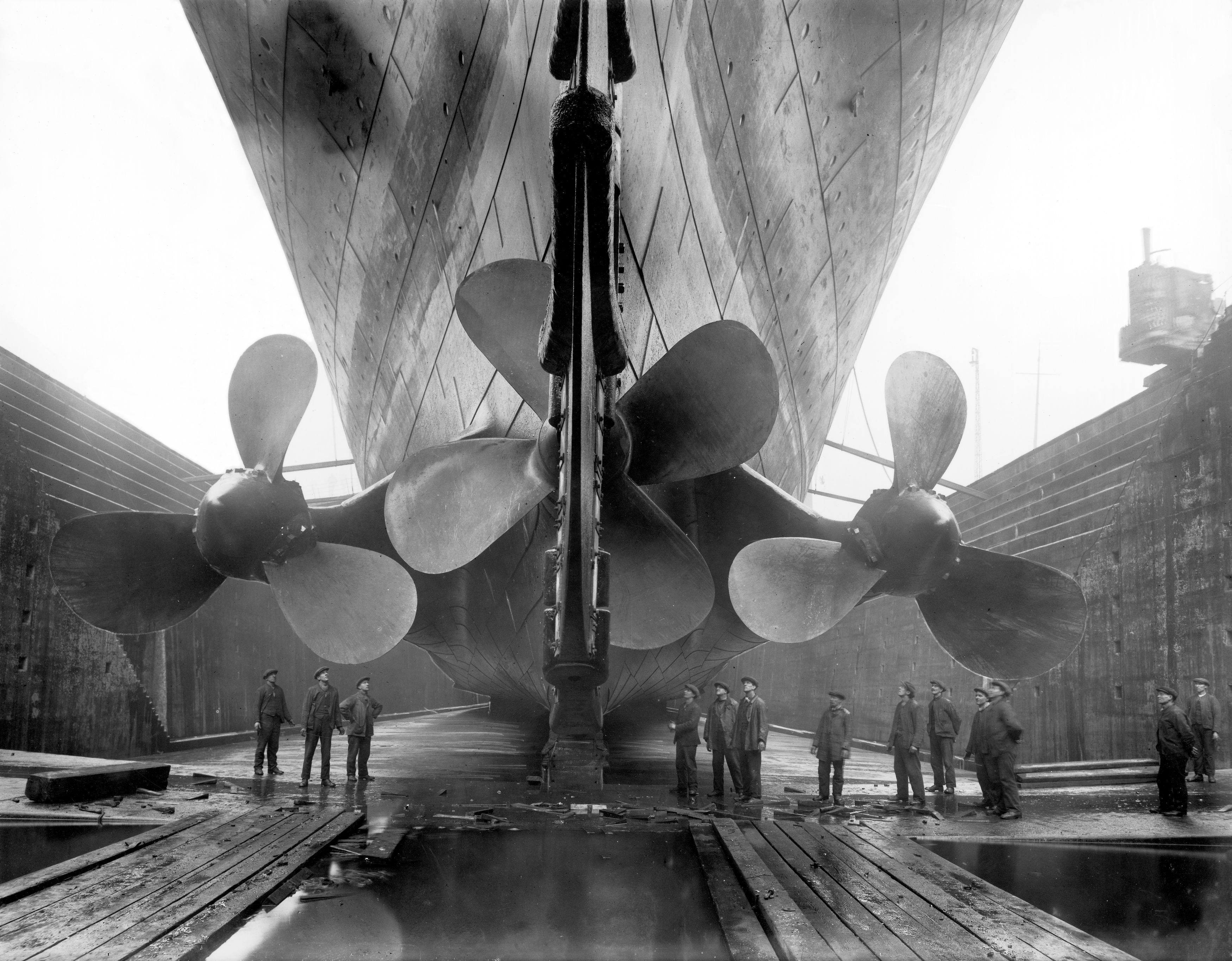
奧林匹克號的螺旋槳
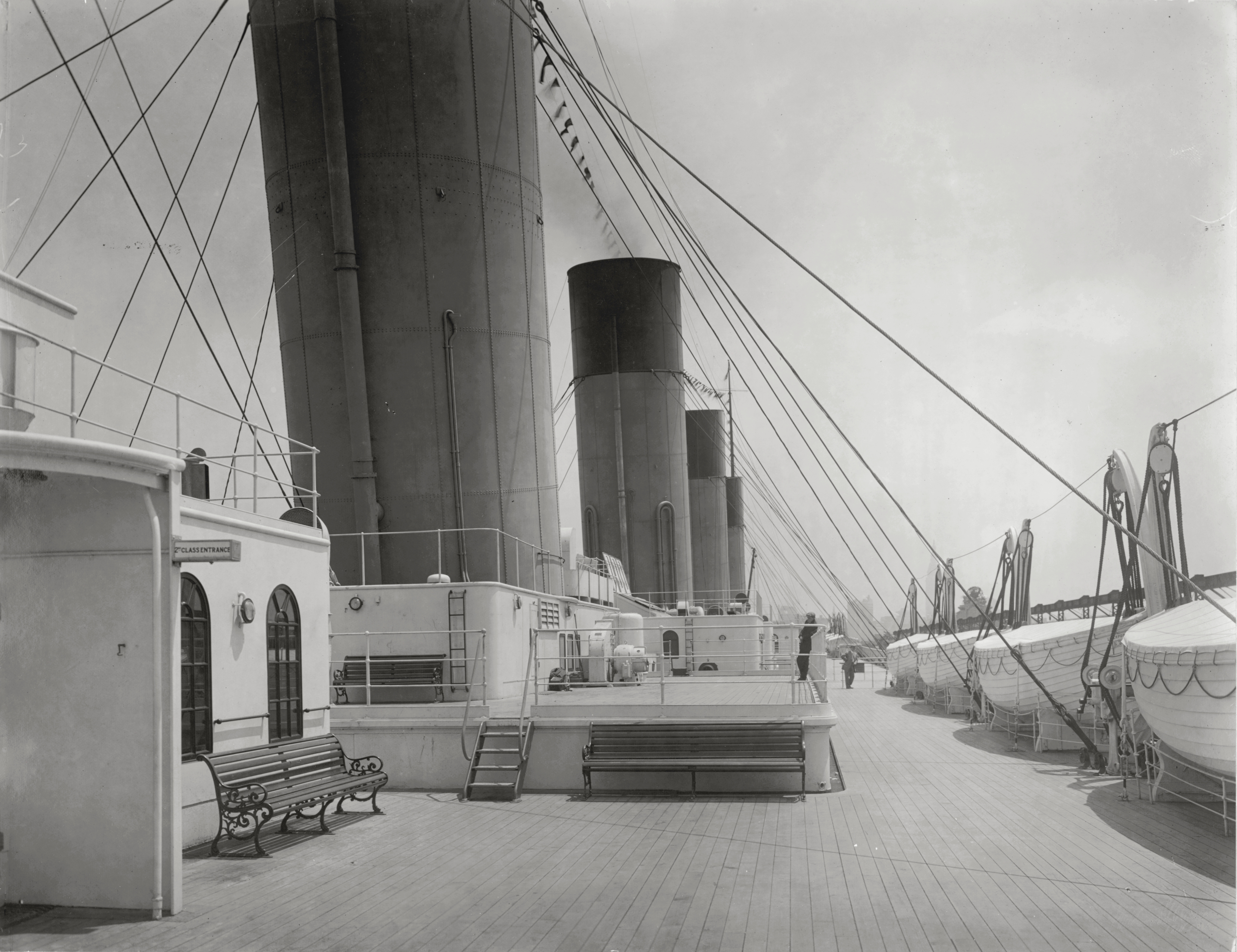
奧林匹克號上的甲板

奥林匹克号全長269.1公尺，全寬28.19公尺。龍骨至煙囪頂部的高度為53.4公尺，她的容積總噸起初為46,328噸，1913年後為 46,358噸，1920 年後則是46,439噸，排水量是52,067英噸。舵的重量是102.6公噸，搭乘人數最高可達3385人。船體外板用了超過300萬隻鉚釘接合。所有三艘奧林匹克远洋班轮都有10層甲板（艦橋、海官起居艙、健身房等小艇甲板上的建物頂部除外）。除了主樓梯、電梯、通風井等垂直結構外，每層的格局設計都不相同，另外船上設有無線電報設備，是由馬可尼無線電報公司租賃給白星航運，

### 動力
奧林匹克號是當時最大也最豪華的班轮，雖然與鐵達尼號外型近乎完全相同，但為了區分這兩艘船而進行了一些細部改動，全船29台鍋爐總共可輸出50,000匹馬力，平均航速達到21節，最大航速可達23節，另外裝備了3臺主發動機——2臺往復式四缸三脹蒸汽機和1臺低壓蒸汽渦輪發動機，每臺渦輪機都驅動螺旋槳。2臺往復式發動機的總產量為30,000匹馬力，渦輪發動機則能產生16,000匹馬力。以提供性能和速度的完美結合，以其體型來說，絕對是當時的高速班轮。

#### 水密艙室和煙囪
奧林匹克號共劃分為16個水密艙室，每個隔艙都建造一個與船體寬度相符的防水艙壁；總共有15道，因此宣稱即使4個艙室進水仍不會沉沒。外露裝飾板由松木和柚木製成，上白下黑的船體塗裝及紅色船底殼是白星航運的標準風格；而內部天花板則塗上了顆粒狀木栓以防止冷凝。4根煙囪安裝在頂層甲板上方，直徑6.7公尺，其中只有前面三根是功能性的（各別和2間鍋爐房相連），最後一根是基於美觀而豎立的假煙囪，裡面是通風管道和工程梯，但它也用在往復式發動機室、渦輪發動機室和廚房的通風和抽氣，並非毫無作用。前後兩根桅杆高度都是47公尺，主要是為了架設無線電報的T型天線，同時還能增加電動起重機在裝卸貨物時的穩定性；前桅另外安裝了一個瞭望台。

#### 船艙及乘客設施

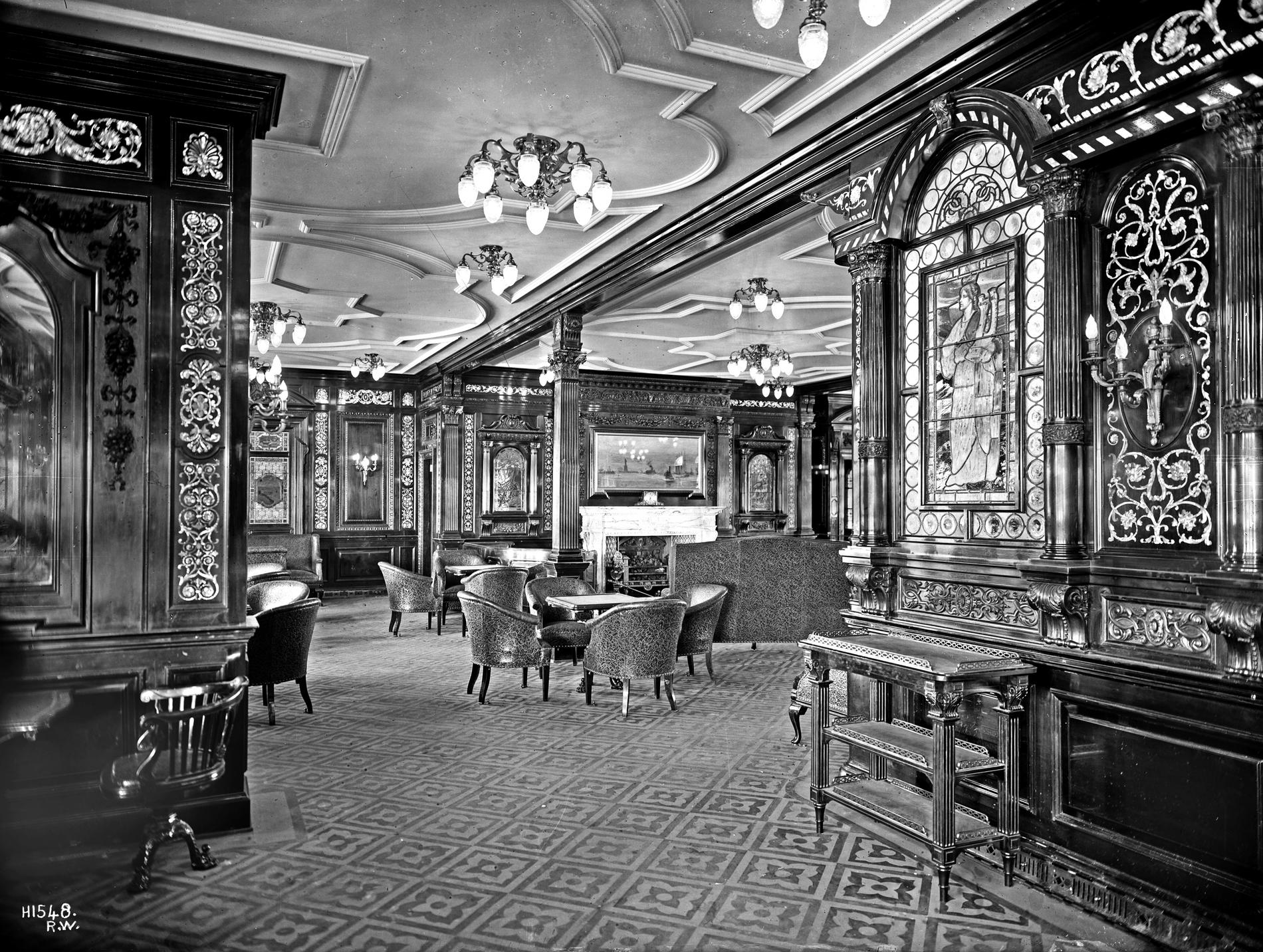
奧林匹克號頭等艙吸煙室
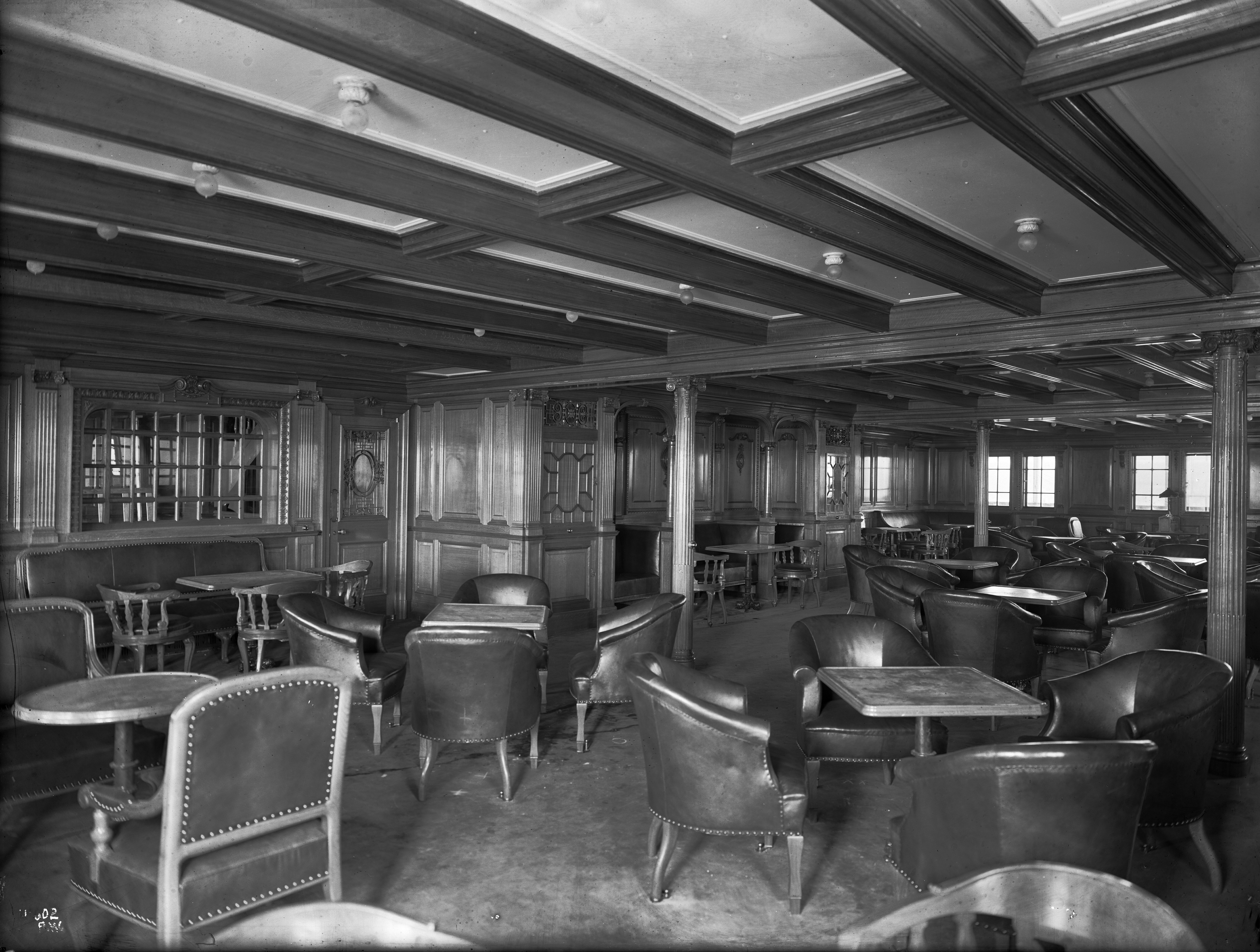
奧林匹克號二等艙吸煙室
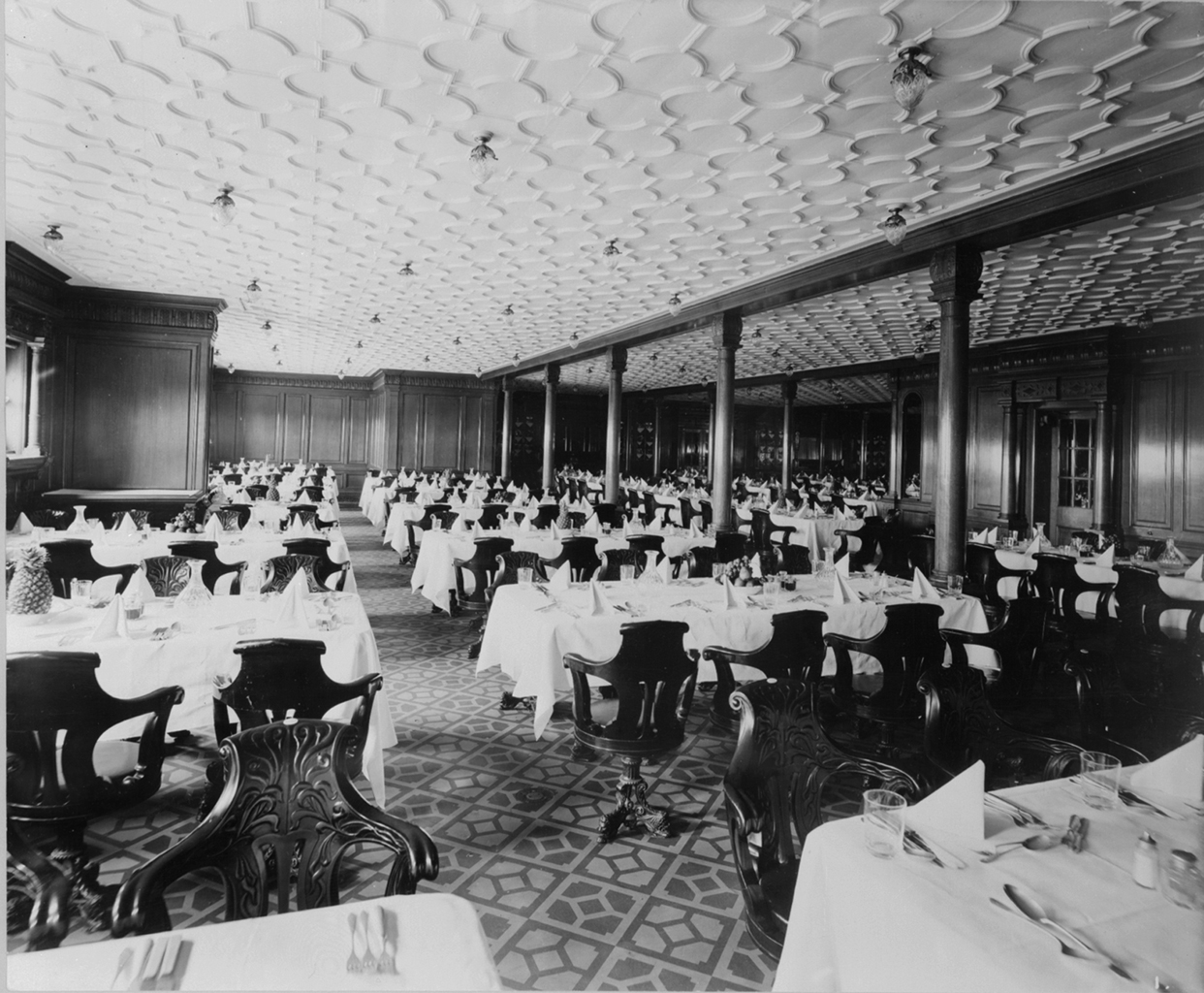
奧林匹克號二等艙餐廳
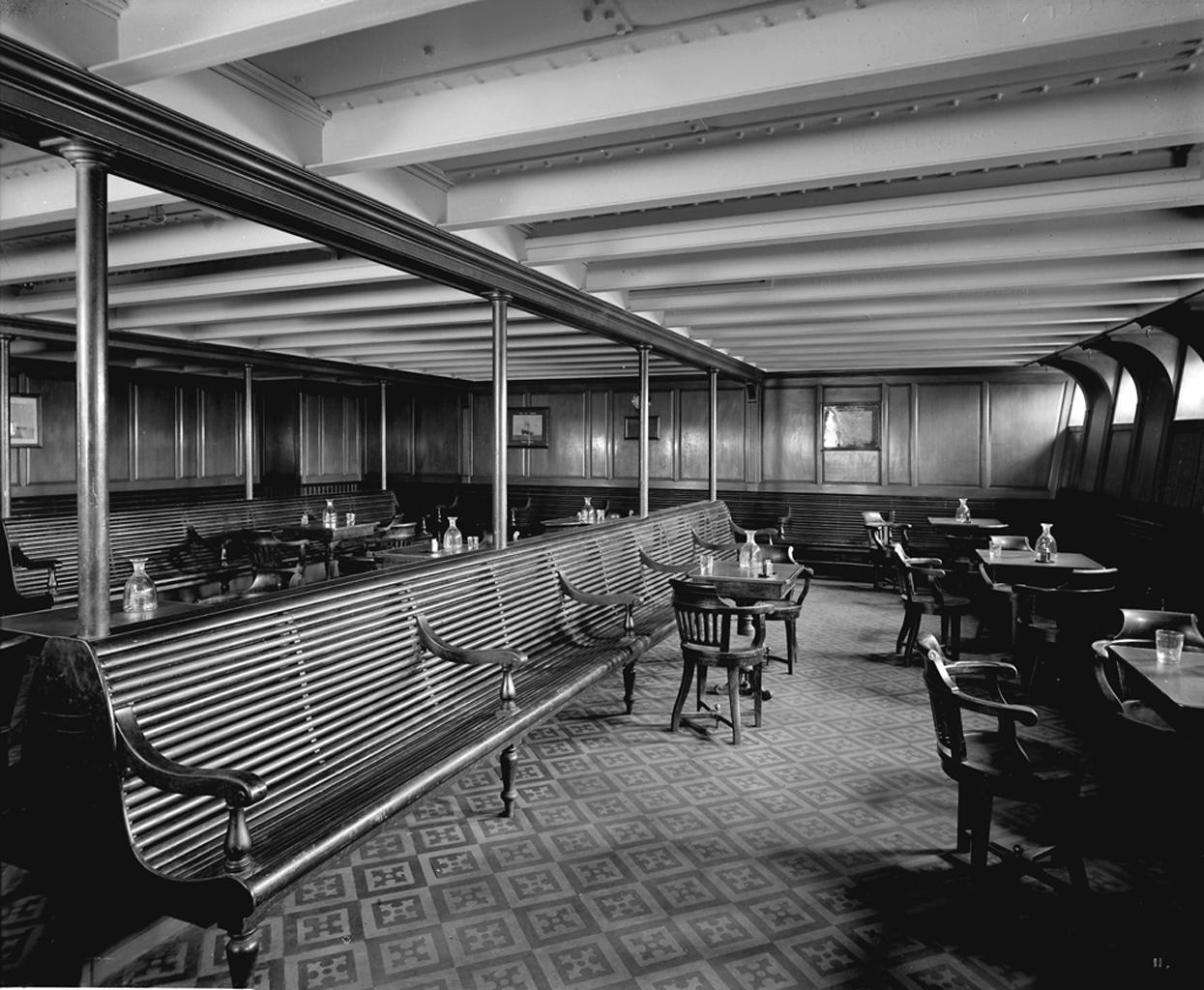
奧林匹克號三等艙吸煙室

船艙共有9層甲板（8層供乘客使用，1層供船員使用），乘客艙位均分为頭等艙、二等艙和三等艙等级，各船之间的格局略有差异，但提供給頭等艙乘客各種新穎的設施，正如白星航運公司極盡舒適與豪華的名聲所反映的那樣。與那些追求華麗裝飾的法國德國競爭對手相比，奧林匹克號更加注重舒適柔和的優雅，就如英國莊園及豪華酒店風格一般。其中船體巨大的體積使她擁有了非同尋常的大房間，所有頭等艙的房間配備了獨立自來水系統等最新技術。包間和公共空間煞費苦心地重現了過去歷史的風格，並對細節和準確性精雕細琢。此外，還有各種各樣的娛樂和體育設施，在航行之中提供乘客們充足的娛樂機會。部分客舱装备有浴室。二层可以享受包括私人的散步甲板。三层是一个巨大的餐厅，餐厅中有一座奥林匹克级邮轮独有的主樓梯或大樓梯，由堅實的英國橡木打造而成，其他頭等公共空間則呈現各種奢華氛圍、一个乔治亚风格的吸烟室、一个由棕榈树装饰的咖啡走廊、一个游泳池、土耳其浴室、健身房、以及一些其他用于饮食和娱乐的场所。
與其他船隻相比，三等艙乘客能夠享受到更加合理的住宿，與當時大多數船舶提供的大型宿舍不同，奧林匹克號的三等艙設施為包含兩到十張舖位的客艙，以及吸煙室、公共區域和餐廳。

### 救生艇
奧林匹克號裝備了瓦疊式和簡易式木殼救生艇，它們的設計旨在實現最大的適航性，救生艇的安排與鐵達尼號相同 ，共有十四艘瓦疊式木殼艇、兩艘緊急救生艇和四艘補充折疊艇，四艘折疊艇存放在兩個不同位置—小艇甲艇以及海官起居艙頂部上。但很快鐵達尼號事故後，救生艇需要增加數十艘，此後就一直維持不少的救生艇在船上。

## 首航

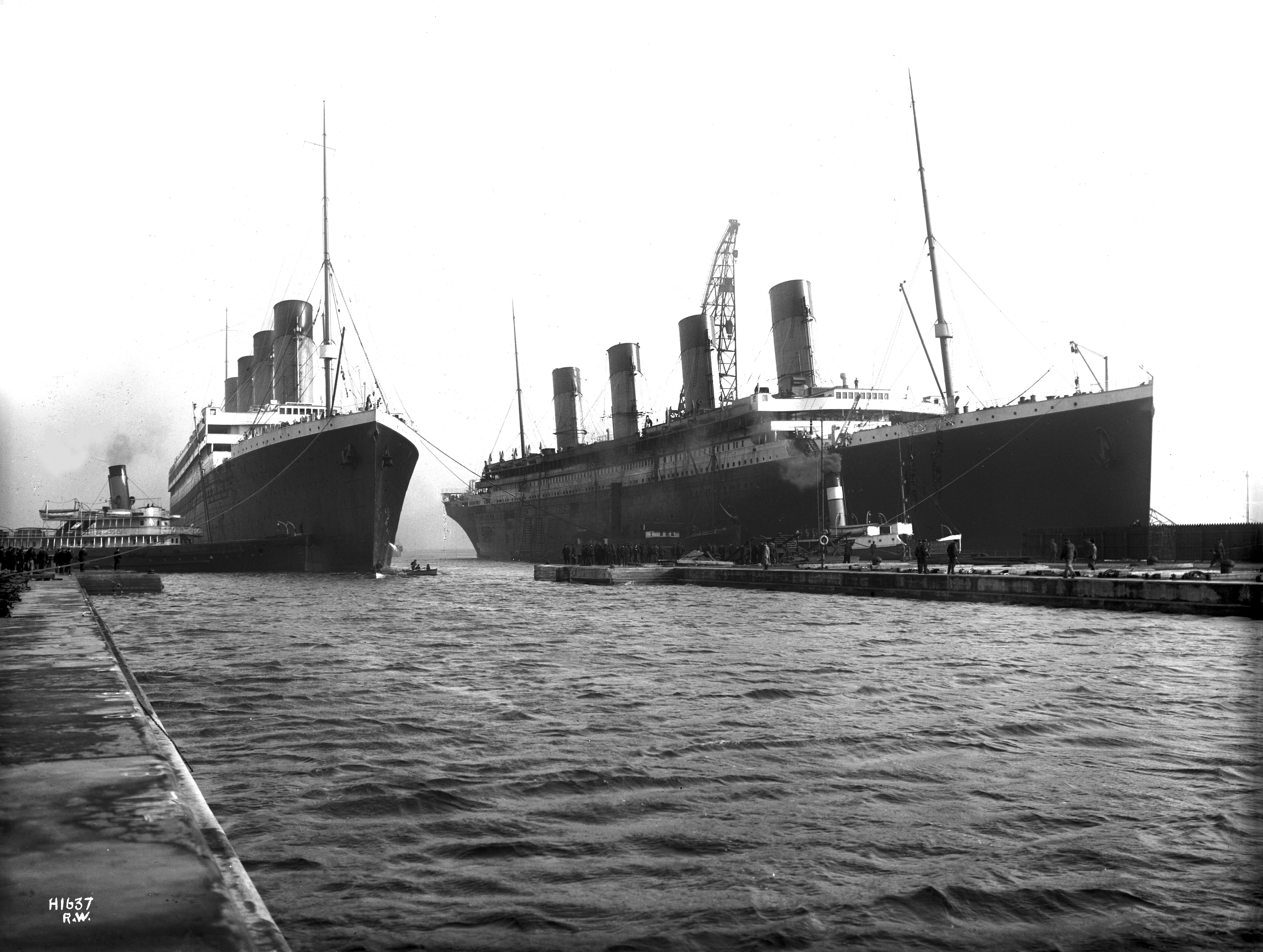
1912年3月2日上午，奧林匹克號（左）在貝爾法斯特的干船塢進行維修，與鐵達尼號（右）停泊在裝修碼頭，這是這是兩艘船最後一起拍攝的合照。

奥林匹克号首航日期定為1911年6月14日，船隻將會從南安普敦出發，途經瑟堡和皇后鎮後，再橫跨大西洋抵達紐約，船長由白星航運最資深的英國皇家海軍上校愛德華·約翰·史密斯擔任。此包括白星航運董事長約瑟夫·布魯斯·伊斯梅，以及鐵達尼號總設計師湯瑪斯·安德魯斯及帶領一支稱為「品管小組」的菁英團隊也出席此次前往紐約並返回的旅程，史密斯船長和安德魯斯隨後於隔年的鐵達尼號沉沒事故中喪生。
奧林匹克號的首航吸引了全球媒體和公眾的關注。但該船在紐約港停靠時發生一起小事故，當時在港口導航員的指令下，奧林匹克號正要停泊在59號碼頭，並派有12艘拖船幫助它入港，其中一艘拖船被奧林匹克號右舷螺旋槳的尾流影響，因此失控碰撞一度無法脫身。經過一番努力後才終於讓龐大的船隻進到碼頭。，隨後奧林匹克號便向公眾開放參觀，前後接待了超過8,000名遊客。超過10,000名民眾觀看了她從紐約港出發的第一次回程。。在她穿越時，一名丘纳德航运的觀察員曾來到船上，尋找建造新船阿奎塔尼亞號的想法。

### 霍克號撞击事故

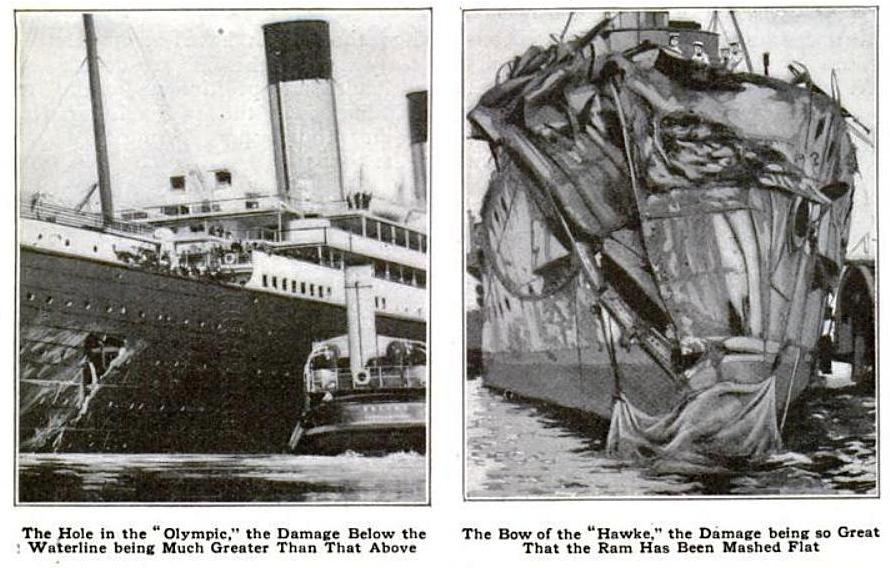
1911年，奥林匹克号艦尾輕微受損的破壞畫面

奧林匹克號的第一次重大事故發生於1911年的9月20日，在它駛出朴茨茅斯港口後不久，奧林匹克號與英國皇家海軍霍克號巡洋艦（HMS.Hawke）在懷特島海域相遇，兩船像有磁石吸引一般緊緊靠在一起，奧林匹克號來不及轉舵。與軍艦相撞，奧林匹克號只有艦尾輕微受損，兩個水密艙室被海水填滿，而且其中一個螺旋槳傳動軸扭曲，但依然能夠安全返航到南安普敦港口進行修理。然而霍克號幾乎半毀，其船頭嚴重受損，幾乎到傾覆的狀態，幸運的是此場事故並沒有人死亡或重傷。事件發生時，愛德華·約翰·史密斯上尉正在艦橋指揮奧林匹克號。兩名船員維奧萊特·傑索普和生火員亞瑟·約翰·普里斯特(英語：Arthur John Priest)也在船上，他們兩人也是之後鐵達尼號沉沒事故和不列顛號的倖存者。
在隨後的調查中，英國皇家海軍軍事法庭判定責任歸咎在奧林匹克號一方。聲稱她的排量產生了吸力，將霍克號拉到了她的身邊，事後人們才明白，這其實是兩船航行過程中伯努利效應產生的結果或是奧林匹克號轉舵性能不佳而閃避不及，白星航運公司仍面臨巨額法律費用和修理船舶的費用，然而奧林匹克號在受到如此嚴重的碰撞還能而保持浮力的事實，似乎證明奧林匹克級远洋班轮的結構設計是正確的，也加強了其“永不沉沒”的聲譽。
霍克號事故對白星航運來說是一場金融災難，奧林匹克號無法載客服務，受損的區域原需要兩個月才能修復好，因此她則返回貝爾法斯特進行永久性修復，不過修復工作最終僅用了六個多星期就完成了。為了加快維修，哈蘭德與沃爾夫造船廠只能推遲鐵達尼號的完工，以便將她的一個螺旋槳傳動軸和其他零件用來修理奧林匹克號。一直到11月20日，奧林匹克號才重新投入使用，但在1912年2月24日，奧林匹克號從紐約回航時又丟失了螺旋槳葉片，再次返回造船廠進行緊急維修，為了讓她立即恢復服務，造船廠不得不再次從鐵達尼號中拆下零件來用，將她的首航日期從1912年3月20日更改為4月1日，後因天氣惡劣而延到4月10日。

### 鐵達尼號船難及重新裝修
1912年4月14日晚間，奧林匹克號正從紐約回程，電報員歐內斯特·詹姆斯·摩爾（英語：Ernest James Moore）聽到鐵達尼號的遇險呼叫，當時她距離鐵達尼號930公里。船長赫伯特·哈德多克計算了一條新航線，命令機艙全速前進趕往協助救援。當她朝著鐵達尼號最後一個已知位置航行了740公里後，收到來自喀尔巴阡号船長亞瑟·羅斯特龍的電報，表示他們已經趕抵現場，奧林匹克號沒有必要繼續前往救援，因為「全部救生艇上約675人已經得救，鐵達尼號已經於2時20分左右沉沒」。奧林匹克號提議協助運送生還者，但喀尔巴阡号船長婉拒，因為他擔心與鐵達尼號一模一樣的奧林匹克號會引發生還者們恐慌。奧林匹克號隨後恢復正常航線，為了向遇難者致哀，取消船上所有的娛樂活動，於4月21日抵達南安普敦。
與鐵達尼號一樣，奧林匹克號也沒有攜帶足夠多的救生艇，因此在返回英國後急忙裝備額外的折疊救生艇。1912年4月底，當她即將從南安普敦駛往紐約時，該船的生火員們進行罷工抗議，因為他們擔心新的折疊救生艇不夠安全，於是白星航運緊急從利物浦雇用了100名工人取代。在接下來的幾個月裡，奧林匹克號經常配合協助英國沉船專員鐵達尼號沉沒調查。美英兩國的調查代表團都檢查了奧林匹克號的救生艇、水密門、艙壁以及其他與鐵達尼號相同的設備。1912年5月，奧林匹克號為英國的調查代表團進行了航海測試，查驗該船能以多快的速度完成兩個轉向點，用來估算鐵達尼號在看到冰山後需要多少時間來轉向。
1912年10月9日，為了從鐵達尼號沉沒事故中吸取教訓，白星航運將服役中的奧林匹克號撤回，把她交還給建造者哈蘭德與沃爾夫造船廠進行修改，並提高了安全性。奧林匹克號在小艇甲板上安裝更多吊艇架，將攜帶的救生艇數量從20艘增加到68艘；並增加了配套的吊臂來進行操作，在鍋爐房和發動機室內也建造了一道防水內蒙皮，形成更加堅固的雙層船體。5道防水艙壁延伸至B層甲板，達到完整的船體高度，這可以防止海水跨越艙壁的問題；在發電機室內增加一道防水艙壁，使水密艙室的總數達到17個；抽水設備也進行升級。這些改造代表奧林匹克號能夠在類似的冰山碰撞中倖免於難，因為她已經可以承受前6個水密艙室同時進水，在那種情況下仍然可以保持漂浮力。由於整修計畫，奧林匹克號的排水量增至46,359噸，超過了鐵達尼號。1913年，奧林匹克號重新恢復商業航行，成為當時世界最大的远洋班轮。在廣告中，整修後的奧林匹克號被稱為“『新』奧林匹克號”，以宣傳其改進的安全性。

## 第一次世界大戰

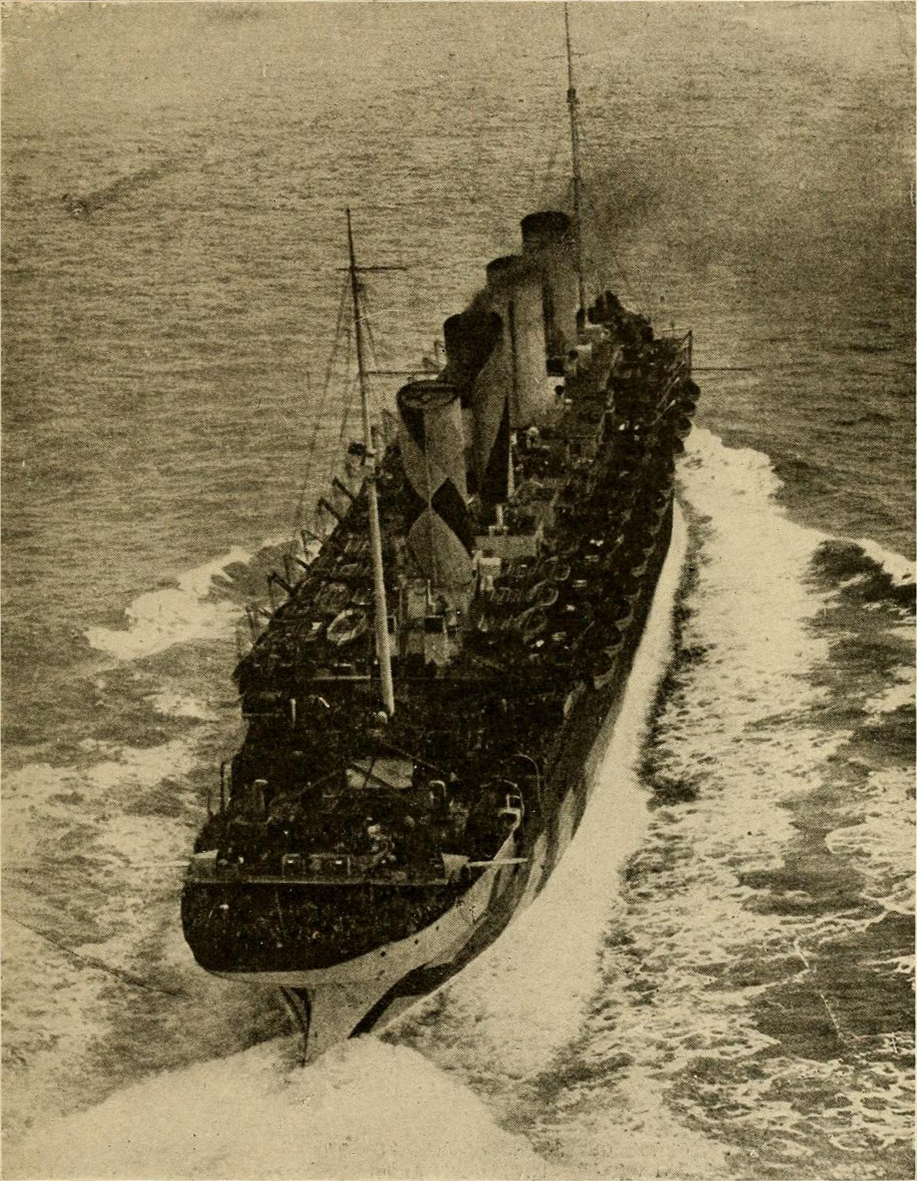
第一次世界大戰期間，眩暈迷彩涂装的奥林匹克号

1914年8月4日，英國宣布參戰第一次世界大戰。奧林匹克號最初赫伯特·哈多克（英語：Herbert Haddock)船長的領導下繼續從事商業服務。因應戰時措施，船身被塗成灰色，舷窗被堵住，甲板上的燈在夜晚時關掉，以減少船隻的可見度。終點被倉促更改在利物浦並非南安普頓，後來又被更改到格拉斯哥
最初的幾次航行中，船艙上擠滿了困在歐洲、渴望回家的美國人，從美國向東前往歐洲的乘客則非常稀少。到了10月中旬，由於來自德國U型潛艇的威脅越來越嚴重，預訂搭乘奥林匹克号的船票量急劇下降，白星航運公司決定暫時將奧林匹克號退出商業服務。1914年10月21日，奧林匹克號在最後一次商業航行中離開紐約前往格拉斯哥，只搭載了153名乘客。10月27日，奧林匹克號在愛爾蘭北部海岸收到英王喬治五世級戰艦大膽號(HMS Audacious)的求救信號，該船因觸雷後拖曳無效傾覆，隨後奧林匹克號先是救出受困於船上的250名船員，再設法使用拖纜拖曳擱淺的大膽號向西駛向至斯威利湖。然而在小號舵機故障，螺旋槳纏住被切斷拖纜等三次計畫失敗後，最終奧林匹克號只能放棄救援船隻，並決定撤離至利物浦安置，隨後在20點55分，大膽號沉沒了。
英國本土艦隊的指揮官，海軍上將約翰·傑利科伯爵在得知事情後，急於壓制大膽號沉沒的消息，因為擔心可能會對英國社會造成士氣低落的影響，所以他下令將奧林匹克號關押在斯威利湖，不允許船員與乘客進行聯絡和下船。唯一能離開奧林匹克號的只有大膽號船員和和外科醫生John Beaumont，後者被帶到了凱爾特人號（RMS  Celtic）。
鋼鐵大亨查爾斯·施瓦布（Charles Michael Schwab）當時正乘坐奥林匹克号旅行，當被扣留後則向傑利科發送消息，稱他在倫敦與海軍部有緊急事務。傑利科則同意施瓦布對大膽號沉沒守口如瓶的話則將釋放施瓦布。 最後在11月2日，奧林匹克號獲准前往貝爾法斯特，乘客在那裡下船。 

### 徵用為運兵船

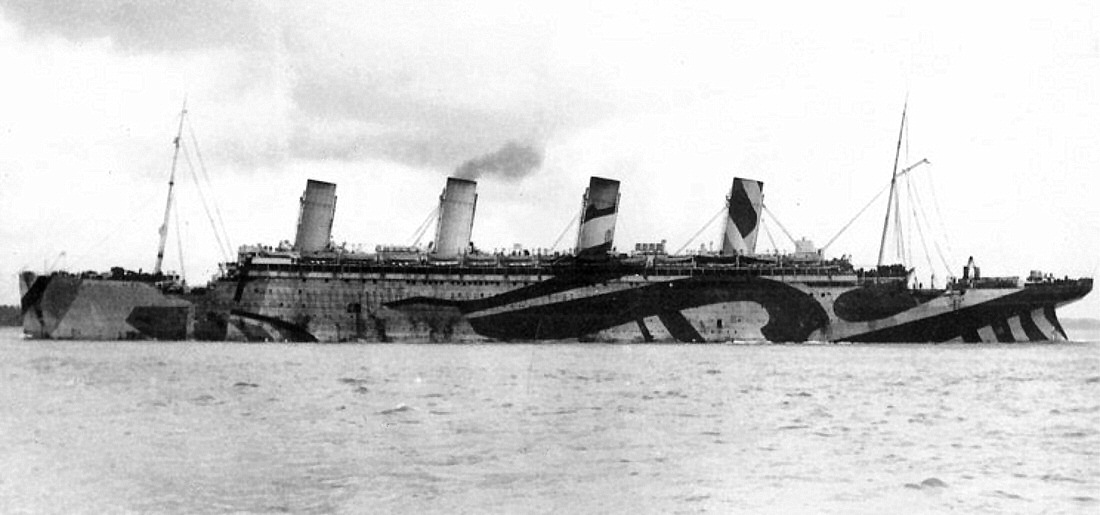
徵用為運兵船的奥林匹克号。

當奧林匹克號回到英國後，白星航運打算將船留在港口等待戰爭結束，然而在1915年9月時，奧林匹克號受皇家海軍徵用為運兵船，儘管海軍部最初不願意使用大型遠洋班輪作為部隊的運輸工具，然而船隻短缺使他們別無選擇，奧林匹克號則開始配備12磅砲和4.7吋砲，被改裝成運兵船「HMT 2810」艦，該船隻由伯特倫·福克斯·海斯（英語：Bertram Fox Hayes）船長指揮，最多可運送 6,000 名士兵，外觀則塗成眩暈迷彩以使敵人因錯視而無法正確估算船隻的距離、速度和航向。此外作為姊妹艦剛完工不久的不列顛號也作為海軍醫療船投入服役，但在1916年11月12日晚上因觸雷而沉沒。

1915年9月24日，奧林匹克號離開利物浦展開第一場任務，載著軍隊前往希臘參與加里波利之战， 10月1日，奧林匹克號在當天早上在馬塔潘海角（Cape Matapan）附近救出被德國U型潛艇所擊沉的法國船隻Provincia的34名倖存者。伯特倫船長的舉動受到了英國海軍部的批評，英國海軍部指責他將船停在U型潛艇所活躍的水域，從而使船處於危險之中。不過，法國海軍中將路易·達爾蒂熱·杜傅爾內（Louis Dartige du Fournet）因伯特倫船長英勇拯救自國的人民而抱持不同觀點，並授予伯特倫金牌榮譽勳章。1916年初，當加里波利戰役徹底失敗後，奧林匹克號曾多次前往地中海，也被加拿大政府特許將軍隊從哈利法克斯運輸到英國，當美國在1917年對德國宣戰時，奧林匹克號也曾將數千名美國軍隊運輸至英國，此外軍隊曾考慮使用奧林匹克號從好望角處向印度運送軍隊。由於因奧林匹克號專為跨大西洋航行而設計的煤倉，缺乏以合理速度進行長途旅行的能力而作罷。

### 击毀U舰
1918年5月12日拂曉，執行完任務的奧林匹克號在返回南安普頓的途中發現了德國潛艇U-103號。由於迷彩塗裝起了迷惑作用，当浮出水面的U-103号船员注意到这艘巨轮，并准备发射鱼雷时，已来不及将艇艉的鱼雷管浸没，在伯特倫船長的指揮下，奥林匹克号径直向其撞击，炮手们只得通过甲板炮还击。U-103号随即试图紧急下潜至30米（98英尺）深，希望转向至与奥林匹克号平行。但它没有足够的时间调整，因为在凌晨04：00左右，U-103号在大约49°16′N 4°51′W / 49.267°N 4.850°W的方位遭到撞击，奥林匹克号的左螺旋桨划破了潜艇司令塔及其后方的耐压壳体。U-103号的船员只得弃艇，他们在凿沉潜艇之前炸毁了压载舱。共有9名水兵在此过程中丧生。奥林匹克号并未停下来接载幸存者，而是继续前往瑟堡。美国海军驱逐舰戴维斯号其后发现求救信号弹，将包括艇长在内的31名U-103号幸存者送往皇后镇。
因為撞擊因素，奧林匹克號的1號水密艙有些微進水。同時歸因戰爭中的表現優秀，當時社會及傳媒給予它一個和自身船名發音相似的小名：The Old Reliable（意即「可靠的老朋友」）。據報導，在戰爭期間，奧林匹克號運送了多達201,000名士兵和其他人員，燃燒了347,000噸煤炭，行駛了約184,000英里（296,000公里）。伯特倫船長於1919 年因“在運送部隊方面提供寶貴服務”而被封為爵士。

## 戰後

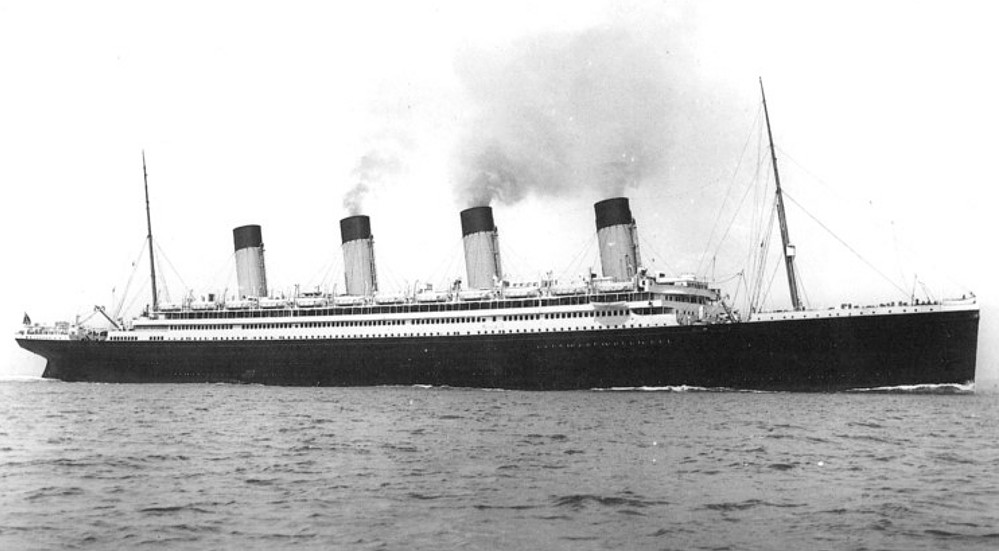
1922年的奧林匹克號，可以看到她的小艇甲板上掛滿了救生艇。

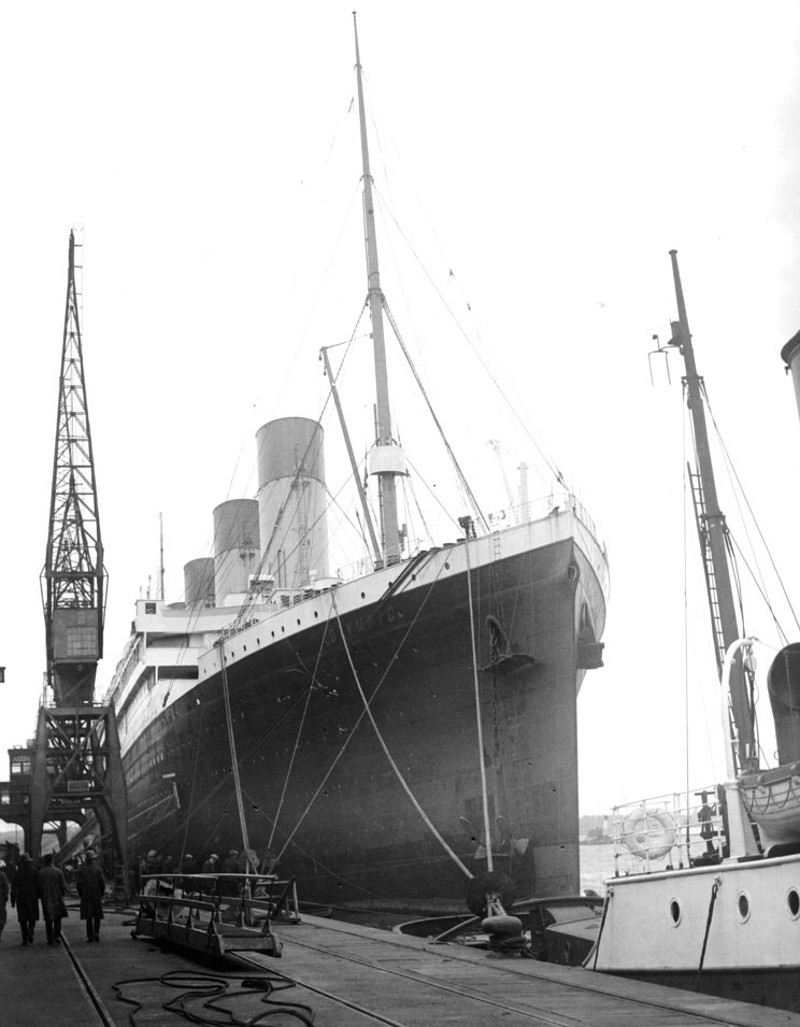
1929年的奧林匹克號

1919年8月，奧林匹克號回到貝爾法斯特，恢復作為远洋班轮服務，其中內部進行了現代化改造，改裝後的噸位則為46439噸。鍋爐改用燃油而不是燃煤。這一修改將會將補充能源的時間從幾天縮短到幾小時；還提供了更穩定的發動機轉速，令機艙人員從350人減少到60人。在改裝工作期間，工作人員在船身吃水線下方發現了一個有裂縫的凹痕，後來斷定是由未能引爆的魚雷引起的。
奧林匹克號在1920年6月25日重新載客營運，當年一次航次載有2,249名乘客。在1921年，奧林匹克號運送了創紀錄的38,000名乘客，這被證明是她職業生涯的最高峰。由於兩艘姊妹艦（鐵達尼號與不列顛號）相繼沈沒後，沒有船隻來與之搭配營運南安普敦-紐約航線。不過到了1922年，基於凡爾賽條約，白星航運接收了來自德國的荷馬號（RMS Homeric）、至尊號（RMS Majestic），讓此問題獲得解決。
在1920年代期間，奧林匹克號仍然是一艘流行和時尚的远洋班轮，經常吸引當時的富豪和社會名人搭乘，如：瑪麗·居禮、查理·卓別林、范朋克、瑪麗·畢克馥、道格拉斯·費爾班克斯，以及當時的威爾士親王愛德華八世。此外經美國移民記錄證實，著名演員卡萊·葛倫於時年16歲首次啟航前往紐約搭乘的船隻，就是奧林匹克號。其中奧林匹克號的魅力之一是她幾乎與鐵達尼號一模一樣，許多乘客乘坐奧林匹克號航行的原因，便是為了體驗其姊妹船的航行以及所經歷的悲劇。1924年3月22日，奧林匹克號在紐約再度發生了另一次碰撞意外，當時她的船尾與較小的班輪聖喬治堡號（HMAT Wandilla）相撞造成廣泛的損壞。起初奧林匹克號似乎只受到了輕微的損傷，但後來發現她則的尾柱已經斷裂，需要更換整個船尾的框架。
由於美國於1924年訂立了移民配額制度，限制了移民乘客數，白星航運在1927年改建了奧林匹克號的三等艙，以投入觀光客市場。
1929年11月18日，奧林匹克號向紐約西行靠近鐵達尼號沈沒最後的已知位置時，突然開始劇烈振動持續了兩分鐘。後來確定這是由1929年大班克斯地震所引起的。

### 大萧条
1930年代初期，由於航運業受到大蕭條的嚴重影響。在1930年初，跨大西洋航線的乘客量通常約為100萬人
次，但到了1934年，這一數字則下降約一半以下。此外，由於1930年代出現了新一代更大更快的班輪使得航運業的競爭加劇，乘客則傾向於搭乘最新技術的船舶。直到1930年，奧林匹克號的乘客平均約為1,000人，但到1932年後下降到約半成。1932年底，奧林匹克號進行了歷時四個月的改裝，除了將三等艙和二等艙合併成為“遊客艙”。頭等艙還增加了更多的浴室，並在頭等艙餐廳安裝了舞池，在B甲板的前方安裝一些帶有私人設施的新套房。隨後於1933年3月重新服役，引擎則發揮了最佳性能，儘管平均速度低於當時常規的跨大西洋航線，但她記錄的速度則超過約23節。
然而在移民人數銳減後，船艙的住宿僅能容納618名頭等艙乘客、旅客艙447人、三等艙382人，在1933年和1934年期間，由於只承載超過9000名乘客，奧林匹克號開始出現淨營業損，面臨歸本經營的問題。

### 南塔克特燈船碰撞事件

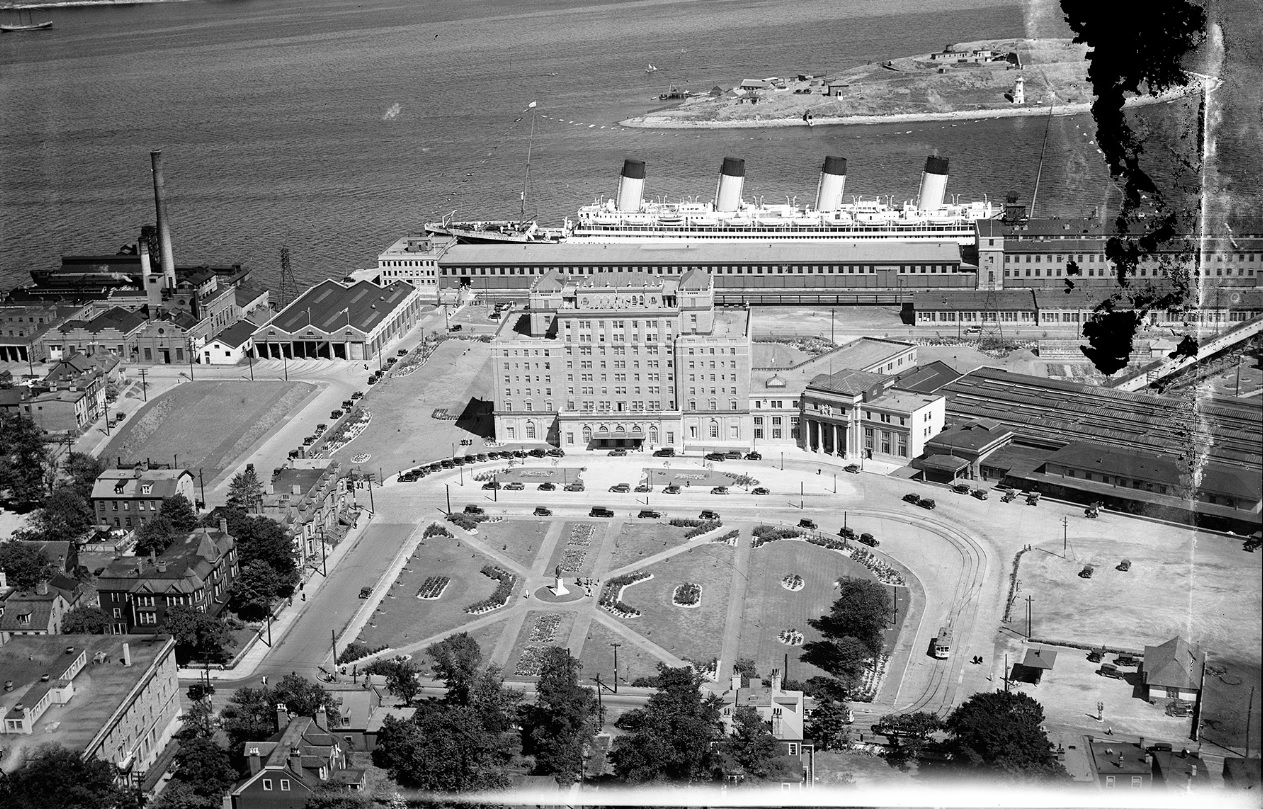
1931年的奧林匹克號

1934年5月15日上午11點06分，奧林匹克號在濃濃大霧中前往紐約的方向時，在麻薩諸塞州南塔克特海域接收燈船的無線電信號和霧氣信號時，意外撞上了美國燈船LV-117，由於奥林匹克号未能及時轉向並切穿了較小的燈船，導致後者破裂並沉沒。燈船的11船員中有4名船員隨船沉沒，僅有7人獲救，其中5人因傷勢過重而死亡，唯一的倖存船員和奧林匹克號的船長約翰·W·賓克斯（John W. Binks）在達到了岸邊不久接受採訪。一名船員說，這一切發生得如此之快，以至於他們不知道是怎麼發生的。船長則表示對這件事的發生感到非常抱歉，但表示奧林匹克號的反應非常迅速，立刻放下救生艇以營救船員。

### 归宿

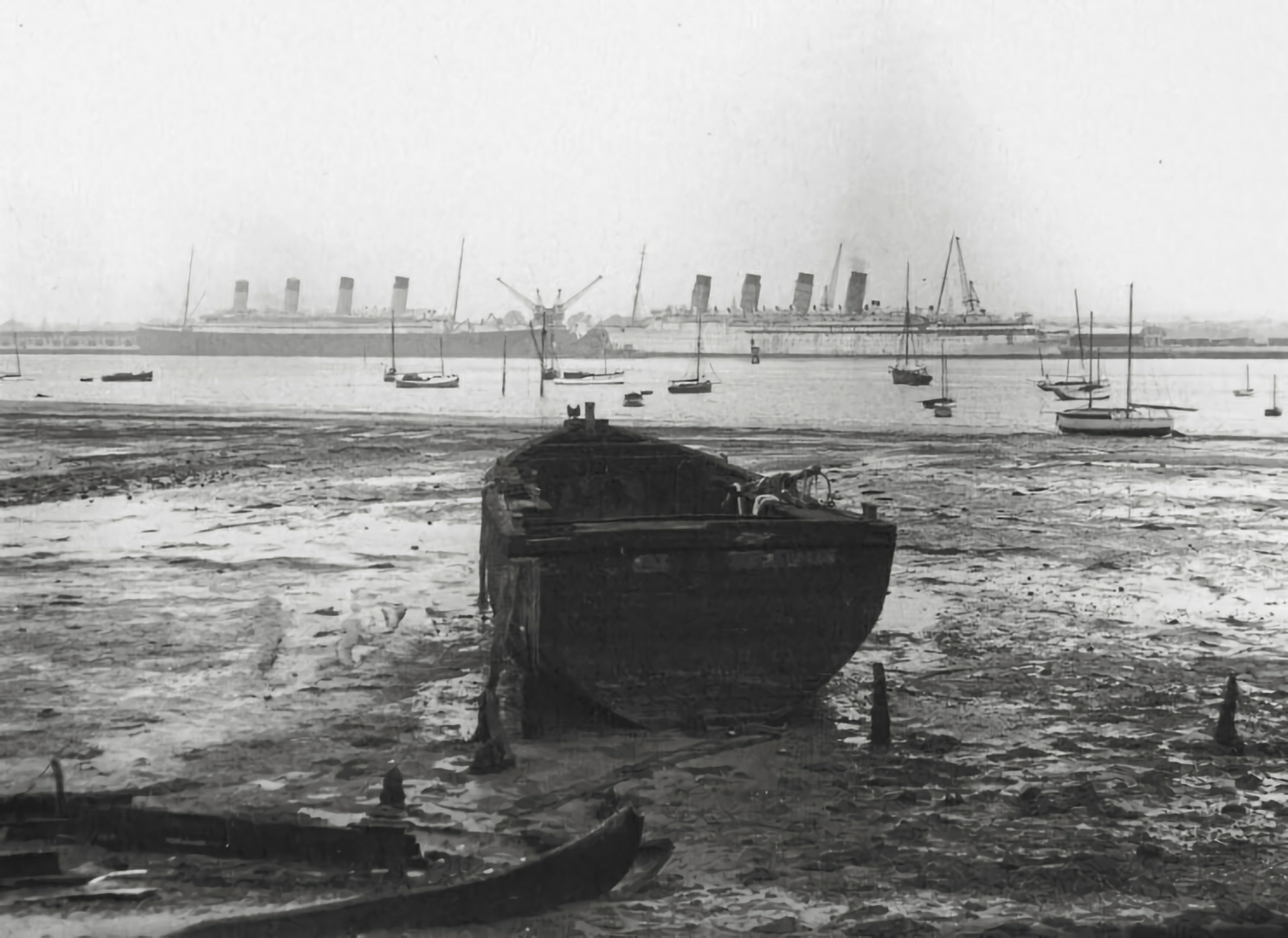
1935年，即將被拆除的奧林匹克號和毛里塔尼亚号

1930年代初期，白星航運财务便出现危机的問題，不得已於英國政府的慫恿下，与老对丘纳德航运在1934年合并公司改为冠达-白星航运（英語：Cunard White-Star Line），新公司决定将老舊的奥林匹克号解體，並讓奧林匹克號退出跨大西洋航線。
1935年4月5日，奧林匹克號最後一次離開紐約，返回南安普敦擱置。新公司曾一度考慮將她用於夏季的遊輪，但這個想法被放棄了，她被掛牌出售。潛在買家中曾有一個集團提議將她變成法國南部海岸附近的一家漂浮酒店，但最終該企劃被廢棄了 ，隨後奧林匹克號與毛里塔尼亚号以英鎊97500元的價格，賣給了约翰·贾维斯爵士（英語：Sir John Jarvis, 1st Baronet），並前往雅羅進行拆除工程，1935年10月11日，奧林匹克號最後一次離開南安普敦，兩天后抵達賈羅。船舶配件則在拍賣後開始報廢。隨後至1937年期間，奧林匹克號的“上層建築被拆除，1937年9月19日，奧林匹克號僅存的船身被拖到因夫奇辛的Thos.W. Ward Ltd進行最後的拆除工作，當時，該船的輪機長曾評論說：“如果‘老太太’失去效率，我可以理解其必要性，但是她的發動機仍然完好無損”。
當奥林匹克号退役時，總計已完成了257次橫跨大西洋的往返旅行，在商業航行中運送了430,000名乘客，行駛了180萬英里。

## 遺產

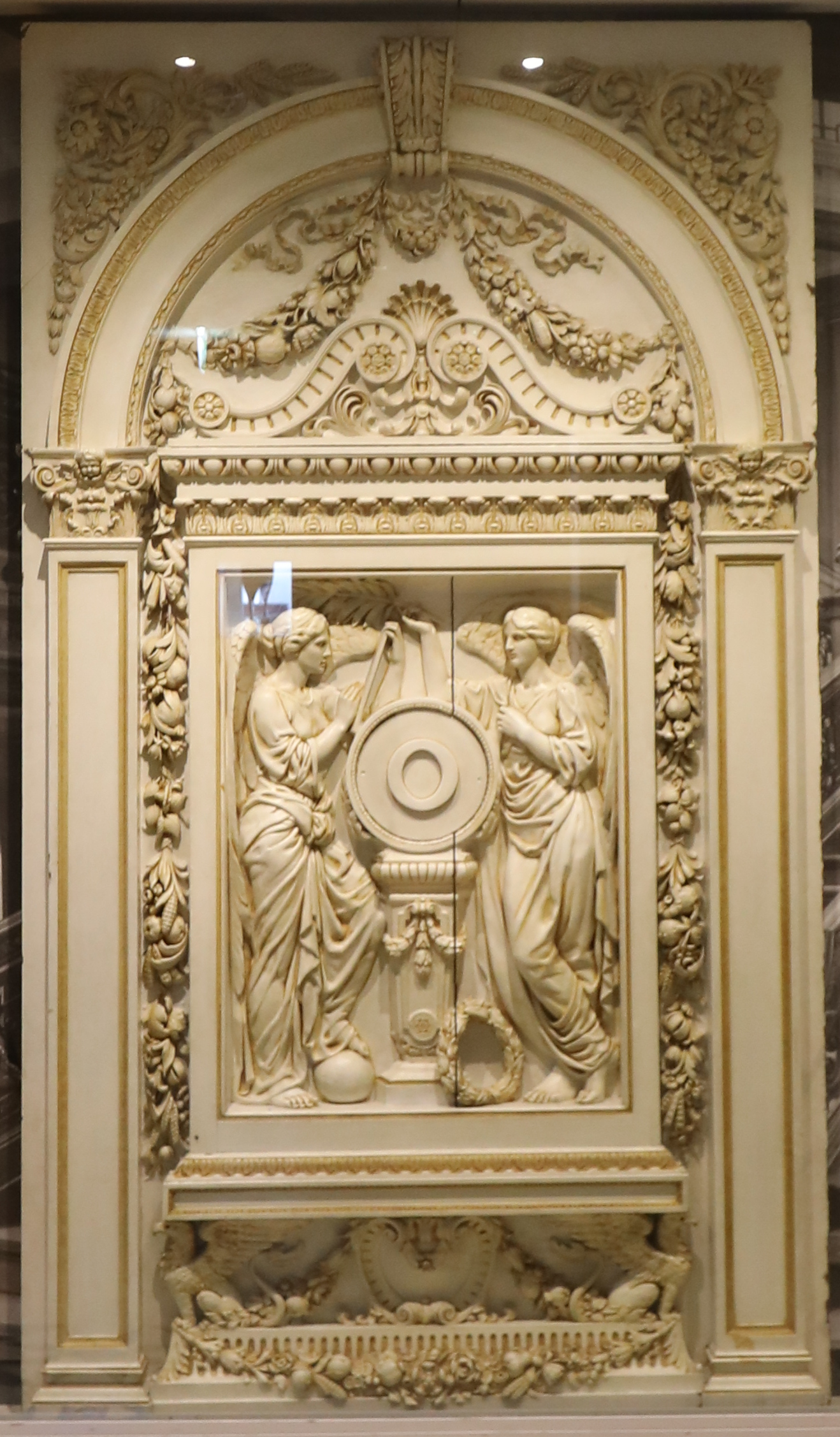
奧林匹克號 頭等艙主樓梯時鐘，現由海洋城市博物館收藏

1935年11月，在拍賣會上出售豪華的室內裝飾和配件。奧林匹克號第一休息室的設備、部分雕刻柱頂、窗框、壁帶和門以及來自船尾主樓梯的部分橡木欄杆保存在阿因維克的白天鹅旅馆。船上的各種牆板、燈具、地板、門窗曾保存在諾森伯蘭郡一家名為霍特惠斯爾塗料廠的油漆工廠中，後在2004年時遭到拍賣。船上主樓梯的雕刻時鐘則保存在南安普敦海洋城市博物館展出，詹姆斯·卡梅隆的電影《鐵達尼號》中的複製品即是參考自這個時鐘。
其他在船上的文物，包含位於克萊頓勒穆斯的巴思之家酒店，則保存其中一間客艙的家具，包括燈具、水槽、衣櫃和壁爐等，一個鍍金青銅安裝在謝菲爾德的卡特勒斯大廳（Cutlers' Hall）。其他一些木鑲板被用於帕迪哈姆鎮於1937年完工的聖約翰天主教堂擴建工程。
2000年，名人遊輪（Celebrity Cruises）購買了一些奥林匹克号的原牆板，在菁英千禧號上打造「皇家郵輪奥林匹克号餐廳」，小號橋鐘則在美國馬薩諸塞州斯普林菲爾德的鐵達尼號歷史學會保存。
2017年，位於諾森伯蘭郡赫克瑟姆的牧師波普爾街（Priestpopple  popple）44號的撞球廳被拆除。考古團隊在一個拆遷工地中發現了一個來自奥林匹克号的餐椅。